# Bunde (gmina)
Bunde (dolnoniem. Bunn) – gmina samodzielna (niem. Einheitsgemeinde) w Niemczech, w kraju związkowym Dolna Saksonia, w powiecie Leer.

## Geografia
Gmina Bunde położona jest przy granicy z Holandią.

## Dzielnice gminy
| - Boen - Bunde - Bunderhee - Dollart - Wymeer |